# Fenêtre d'éjection
Pour les articles homonymes, voir Fenêtre (homonymie).
| Fenêtre d'éjection fermée | Fenêtre d'éjection ouverte |

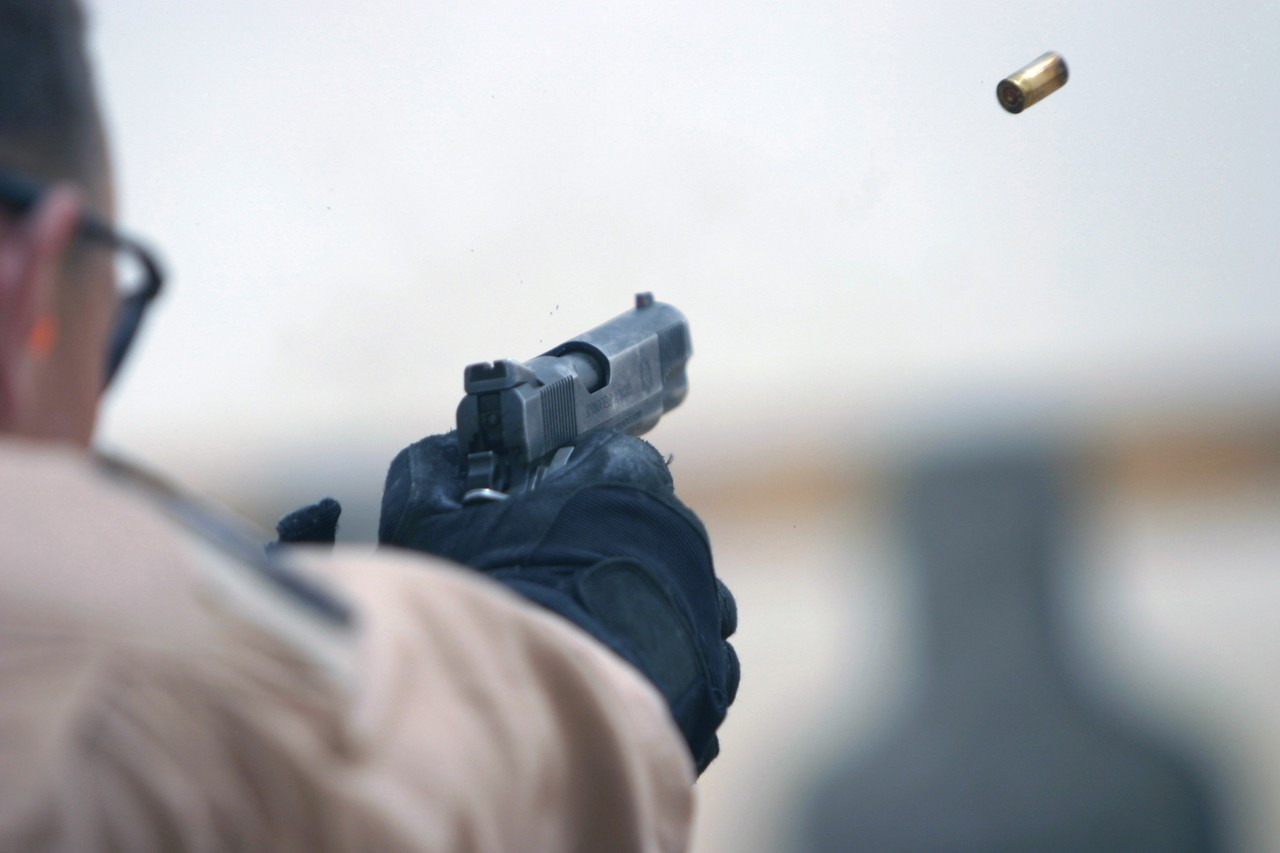
Un étui qui vient d'être éjecté

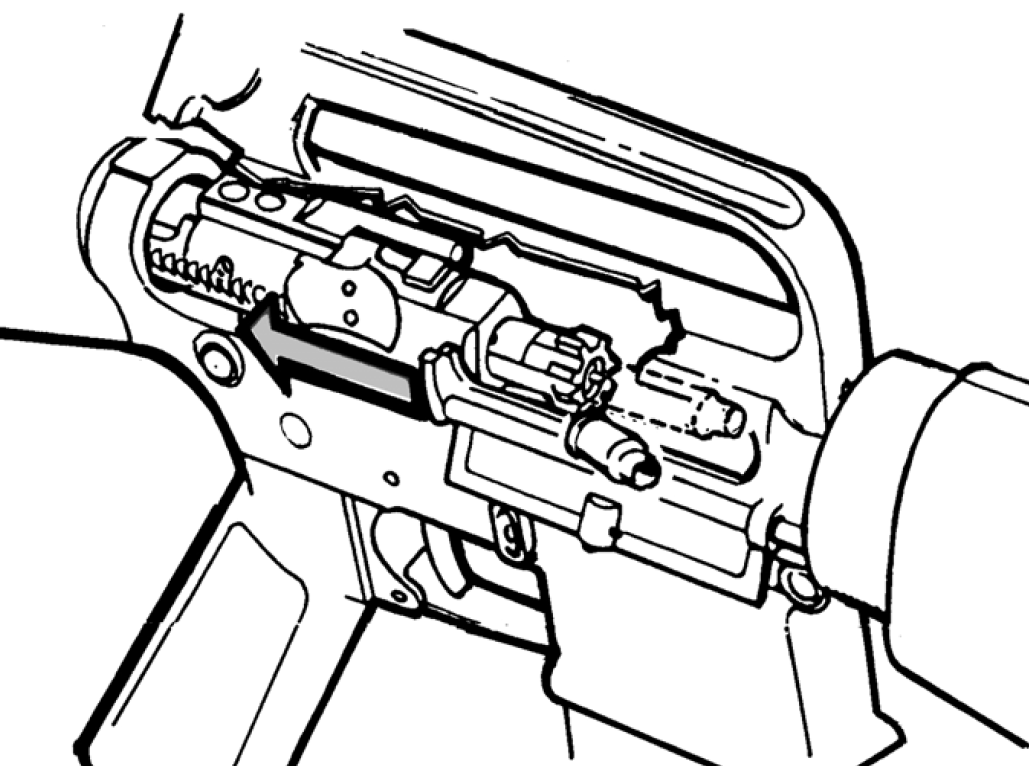
Diagramme représentant l'éjection d'un étui, sur un M16

La fenêtre d'éjection, ou parfois le port d'éjection, est la partie d'une arme à feu qui s'ouvre chaque fois qu'un étui doit être expulsé de la chambre, en particulier lorsqu'un coup vient d'être tiré et que l'étui vide, qui contenait la poudre ayant explosé pour propulser le projectile, doit laisser sa place à une nouvelle cartouche, afin qu'un nouveau coup puisse être tiré.
Usuellement, l'étui est éjecté sur la droite de l'arme, pour ne pas gêner les tireurs droitiers, ceux-ci étant majoritaires dans la population.
Selon le type d'arme, l'éjection des étuis usagés peut se faire grâce au recul, ou bien manuellement après chaque tir.
Sur les revolvers, le système de barillet ne nécessite pas de fenêtre d'éjection.
Il peut arriver que l'étui soit mal éjecté et se bloque verticalement en travers de la fenêtre : il s'agit d'un incident de tir de type stovepipe. Ceci se produit généralement lorsque l'arme n'est pas tenue suffisamment fermement.